# Ole Mørk
Ole Mørk (også stavet Ole Mørch) (født 28. maj 1948) er en tidligere dansk fodboldspiller og nuværende fodboldtræner med højeste certificerede uddannelse i DBU (UEFA Pro License – DBU P-Licens).
I dag er han talentchef i BK Frem.
Ole Mørk var oprindelig uddannet som matrikeltekniker og arbejdede i mere end 25 år i Matrikeldirektoratet; senest i edb-afdelingen (3. kontor) i Kort- & Matrikelstyrelsen.
Han har været tilknyttet som kommentator på flere tv-stationer og havde senest (i perioden fra januar 2007 til og med juni 2007) sin egen klumme/weblog, kaldet Mørks Meninger, på Politiken, hvor han kommenterede på fodboldrelatede begivenheder. Han er i dag også foredragsholder og personlig coach for danske virksomheder – ledere, medarbejdere – efter at have suppleret træneruddannelsen med en uddannelse i coaching.

## Spiller og trænerkarriere
Igennem hele sin spillerkarriere som angriber spillede Ole Mørk udelukkende for Boldklubben Frem, hvilket samlet blev til næsten 350 kampe og mere end 100 mål. Som træner har han bl.a. trænet hold såsom Boldklubben Frem, Herfølge Boldklub og AB i Superligaen. Han blev kåret til Årets Træner i 1990 og modtog Årets Positivpris i 1991. I 1999 vandt han pokalturneringen med AB efter en 2-1 sejr over AaB i Parken. Han var senest cheftræner for divisionsklubben B.93, men er på nuværende tidspunkt uden et trænerjob (pr. 1. august 2007).

## Kritik
Ved flere lejligheder har Mørk været upopulær blandt sine træner-kolleger. Første gang efter Frems konkurs i 1993, hvor Michael Schäfer og Peter Bonde, der var trænere for Lyngby BK, beskyldte Mørk, der netop havde overtaget sædet i Herfølge Boldklub fra den fyrede John "Tune" Kristiansen, for at have forsøgt at overtage trænersædet i Lyngby Boldklub, der på det pågældende tidspunkt var i en spillemæssig krise. Samme beskyldninger kom Johnny Petersen med i 2001, da han var blevet fyret i Boldklubben Frem og erstattet med Ole Mørk. I begge tilfælde afviste Ole Mørk beskyldningerne.